# Philibertia solanoides
Philibertia solanoides är en oleanderväxtart som beskrevs av Carl Sigismund Kunth. Philibertia solanoides ingår i släktet Philibertia och familjen oleanderväxter. Inga underarter finns listade i Catalogue of Life.